# سقوط نينوى
سقوط نينوى هي قصيدة طويلة على شكل شعر حر كتبها إدوين أثيرستون. تتألف من ثلاثين كتابًا يسبقها مقدمة. كتب هذا العمل على مدى سنوات عديدة ونُشر بين عامي 1828 و1868. تسرد القصيدة المعارك والأحداث خلال الحرب بين تحالف الميديين والبابليين ضد الآشوريين.
تعكس أعمال أثيرستون سردًا تاريخيًا يجمع بين الفن الشعري وموضوعات الحرب والمصير وسقوط الحضارات الكبرى. تتيح استخدامه للشعر الحر تعبيرًا سلسًا وتعبيريًا عن الأحداث المأساوية التي أدت إلى سقوط نينوى.

## الحبكة
تدور أحداث قصيدة "سقوط نينوى" حول الشخصيات الرئيسية: سردارنبالوس، ملك نينوى وكل إمبراطورية آشور؛ وأرباكس، أمير الميديين؛ والكاهن البابلي بيليسيس. يُصوَّر سردارنبالوس كرجل نساء وجبان وطاغية قاسي، وقد تمثل تصرفاته رمزًا للانحلال والانهيار. بعد هزيمته على يد أرباكس، يقوم بإحراق قصره مع جميع محظياته، ويموت في النيران، مما يعكس الفشل الذاتي والطموح المفرط. وبهذا، تُدمر نينوى بالكامل، وتصبح رمزًا للفناء الذي قد يتبع الاستبداد. تعكس القصيدة مشاعر الحزن على سقوط حضارة عظيمة، وتشير إلى العواقب الوخيمة للسلطة المطلقة.